# Angels Camp (Californie)
Pour les articles homonymes, voir Angels.
Angel Camp est la seule ville incorporée du comté de Calaveras, en Californie. Au recensement de 2010, sa population est de 3 836 habitants.
Les rumeurs locales disent que Mark Twain a basé sa nouvelle The Celebrated Jumping Frog of Calaveras County sur une histoire qu'il aurait entendue à l'Angel Hotel. L’événement est commémoré par la fête du Jumping Frog Jubilee qui a lieu chaque mois de mai à l'est de la ville, au Calaveras County Fairgrounds.

## Géographie
Angels Camp est située à 38°4'25" Nord, 120°32'57" Ouest. La ville a une superficie totale de 9,42 km².

## Démographie
| 1880 | 1890 | 1920 | 1930 | 1940  | 1950  |
| ---- | ---- | ---- | ---- | ----- | ----- |
| 330  | 917  | 941  | 915  | 1 163 | 1 147 |

| 1960  | 1970  | 1980  | 1990  | 2000  | 2010  |
| ----- | ----- | ----- | ----- | ----- | ----- |
| 1 121 | 1 710 | 2 302 | 2 409 | 3 004 | 3 836 |